# Makira Records
Makira Records – polska wytwórnia muzyczna, działająca non-profit, powstała w roku 2012. Wytwórnia skupia się na wydawaniu muzyki klubowej. Makira Records współpracuje z największymi, internetowymi portalami muzycznymi na świecie, m.in.: Beatport, ITunes, Spotify, Amazon.com, TrackItDown. W ramach promocji, wytwórnia prowadzi cyklicznie swoje autorskie audycje radiowe pod nazwą "Postcards Of Memories – Promo Show" w każdą, drugą niedzielę danego miesiąca.
Makira Records posiada aktualnie dwa sublabele – Makira Deep oraz Makira House w których wydawane są utwory z gatunków : Deep, House, Chillout, Disco house.
Jednym z ważniejszych wydarzeń dotyczących wytwórni była promocja sublabelu Makira Deep w jednym z paryskich klubów "In Out Paris podczas imprezy "Blended House", na której zagrali tacy artyści jak : Wilson Costa, YUG, Ian Vaslow, Dax R.

## Artyści
Makira Records
- Takaki Matsuda (Japonia)
- Squeezer Of Tears (Polska)
- Tom Lue (Japonia)
- 06R (Japonia)
- Bryan Milton (Wielka Bryatnia)
- Aitra (Polska)
- MH20 (Czechy)
- Dunkan (Rosja)
- Dayon (Rosja)
- Crammarc (Hiszpania)
- Akihiro Ohtani (Japonia)
- Tyler Dodds (Kanada)
- Aquastic (Rosja)
- Gux Jimenez (Kolumbia)
- ReDub (Rumunia)
- Alex H (Zimbabwe / Australia)
- Wilson Costa (Wielka Brytania / Francja)
- Eric Rigo (USA)
- Solarbeam (Francja)
- Vince Forwards (Holandia)
- D05 (Wielka Brytania)
- Static Bloom (Polska)
- Digital Cassette (Niemcy)
- Alexei Scutari (Mołdawia)
- Alexander Byrka (Mołdawia)
- Bianco Soleil (Rosja)
- Martin Graff (Polska)
- Markus Hakala (Finlandia)
- Luca Dean (Polska)
- Angelo Abresso (Polska)
- Mad Reavers (Polska)
- David Holda (Polska)
- Axis (Polska)
- Universe Dream (Polska)
- Sunrise
- Kill The Time (Polska / Niemcy)
- David M (Polska)
- Matt Ether (Polska)
- Intrinity (Wielka Brytania)
- Jay Flora
- Takuma Iwakawa (Japonia)
- Lukas Krakowiak (Polska)
- Alan Loins (Polska)
- Mateusz Fabiszak (Polska)

Makira Deep
- Oleg Nych
- Gux Jimenez (Kolumbia)
- Earthwalker (Japonia)
- PhuturePhil
- Jallen
- Wilson Costa (Wielka Brytania / Francja) – Label Manager
- Maggie B
- Miwa & Goto
- Antonio Picikato (Rosja)

Makira House
- Axis (Polska)

## Wydawnictwa

### Makira Records
Albumy
- MKR0?? / Various Artists : Postcards of Memories 002
- MKR022 / Artist Album : Squeezer Of Tears "Reflections Of Life" (18 Exclusive Track's)
- MKR015 / Various Artists : Postcards of Memories 001 (18 Exclusive Track's)

Single/EP
- MKR021 / Dayon – Flying Away (Incl. Angel's Tears)
- MKR020 / Takuma Iwakawa – Rise EP (Incl. Morning Star, Her Smile, The Heart To Dance)
- MKR019 / Bryan Milton – Aquarelle
- MKR018 / Dunkan – Faces (Incl. Holidays)
- MKR017 / Lukas Krakowiak – Blue Sky EP (Incl. Intrinity, Jay Flora Remixes)
- MKR016 / Crammarc – Miles Away (Incl. Dream)
- MKR014 / David M, Matt Ether – Look Into Your Eyes
- MKR013 / Rafal Sentiel – Lost Coast
- MKR012 / Tyler Dodds – When I Am With You (Incl. Dislocation)
- MKR010 / Kill The Time – Forgotten Words EP (Incl. Syntphonia Edit)
- MKR009 / Universe Dream – The Sun
- MKR008 / Universe Dream – Sunrise EP (Incl. Sunrise, Follow Me, I Have Expectations, Feel What You Feel)
- MKR007 / Akihiro Ohtani – Translucent
- MKR006 / Axis – Everybody (Incl. Mikevell Remix)
- MKR005 / Alan Loins – Promises
- MKR004 / Mateusz Fabiszak – Over Horizon (Incl. Angelo Abresso Remix)
- MKR003 / David Holda – See The Sky
- MKR002 / Rafal Sentiel – Skydive
- MKR001 / Mad Reavers – Never Forget

### Makira Deep
Albumy
- MKD004 / Various Artists : Rendez-vous 01 (Phuture Phil, Maggie B, Miwa & Goto, Wilson Costa, Oleg Nych, Takaki Matsuda, Antonio Picikato / 8 Exclusive Tracks)

Single/EP
- MKD003 / Earthwalker – the Anthem of Earth (Incl. Sunrise Bright)
- MKD002 / Phuture Phil – Whispering Cities (Incl. Chillout Mix, Extended Mix, Wilson Costa, Jallen Remixes)
- MKD001 / Gux Jimenez – La Fiebre (Incl.Los Sentidos)

### Makira House
Albumy
- MKH002 ??.02.2014

Single/EP
- MKH001 / Axis – Autumn